# August Derleth
August William Derleth (ur. 24 lutego 1909, zm. 4 lipca 1971) – amerykański pisarz, twórca wydawnictwa Arkham House.
Był autorem ponad 150 tomów dzieł literackich, głównie horrorów, ale też poezji i powieści historycznych.
Derleth był przyjacielem H.P. Lovecrafta, z którym zaczął wymieniać listy w 1925 roku – lecz nigdy nie spotkali się.
Po śmierci Lovecrafta w 1937 r. razem z Donaldem Wandrei zebrali twórczość tego pisarza i postanowili ją wydać. Ponieważ istniejący wydawcy nie okazywali zainteresowania, w roku 1939 założyli własne wydawnictwo – Arkham House.
Derleth jest twórcą terminu mitologia Cthulhu, który wydał mu się idealny do opisania cech wspólnych utworów Lovecrafta. Po śmierci pisarza rozwijał jego pomysły, wykorzystywał też fragmenty zapisków. Powstało tak wiele utworów: Spadkobierca, Czyhający w progu oraz niedokończone Obserwatorzy spoza czasu, nad którym Derleth pracował aż do śmierci.